# Borneo del Nord
Borneo del Nord (North Borneo) fou un protectorat britànic localitzat en al nord-est de l'illa de Borneo que va estar sota administració sobirana de la Companyia Britànica del Borneo de Nord (amb carta de privilegi) de 1882 a 1942. De 1942 a 1945 el territori va ser ocupat per forces militars japoneses, fins que van ser expulsades per tropes australianes. De 1946 a 1963 es va ser convertit en una colònia de la Corona de Gran Bretanya, coneguda com a Borneo del Nord Britànic (British North Borneo). En aquest temps els britànics van cedir set illes del nord-est de Borneo conegudes com a Illes de la Tortuga que incloïen Cagayan i Tawi-Tawi al govern filipí en virtut del tractat signat entre el Regne Unit i els Estats Units. Avui, dia l'anterior Borneo del Nord és part de Malàisia amb el nom de estat de Sabah, excepte l'illa de Labuan que va ser separat de la resta el 1984 per formar un Territori Federal, administrat directament pel govern federal.

## Història

### Abans de la companyia
El 1704 el sultà de Brunei (Borneo) va cedir les terres a l'orient de la badia de Marudu al sultanat de Sulu com a regal per haver ajudat al sultà durant una guerra civil que va tenir lloc al sultanat de Borneo o Brunei; Sulu en va tenir la possessió efectiva els següents anys.
El 22 de gener de 1763 el sultà de Sulu (Jolo) va cedir l'illa de Pulau Balambangan (localitzada a 51 km de la costa de Kudat) i una part de la zona costanera del nord de Norneo al agent de la Companyia Britànica de les Índies Orientals Alexander Dalrymple. La Companyia e va intentar establir-s-hi (Balambangan va ser rebatejada illa Felícia) creant una factoria pel control del comerç amb la Xina, però va fracassar a causa dels atacs dels pirates i va acabar abandonant la zona el 26 de febrer de 1775, retornant al sultà de Sulu. Un segon intent es va fer el 1803 quan es va fundar un nou establiment a Balambangan, però el novembre de 1805 aquesta establiment fou tanmateix abandonat.
El 1865 el cònsol dels Estats Units a Brunei, Charles Lee Moses, va obtenir un arrendament de 10 anys pel territori de Borneo del Nord del sultà de Brunei. Tanmateix la post-guerra civil als Estats Units va impedir fer res amb les colònies asiàtiques, així que Moses va vendre els seus drets a la Companyia de Comerç Americà a Borneo basada a Hong Kong, de la que eren propietaris Joseph William Torrey, Thomas Bradley Harris, Tat Cheong i possiblement altres comerciants xinesos; Torrey va començar un poblament prop de la desembocadura del riu Kimanis el qual va anomenar Ellena; els Intents de trobar finançament per donar suport al poblament no van reeixir i les malalties, les mort i les desercions dels peons immigrants van portar el 1866 a l'abandonament; Harris va morir el 1866 i Torrey va retornar a Amèrica el 1877 (i va morir a Boston, Massachusetts, el març de 1884).
Amb l'imminent acabament de l'arrendament (gener de 1875) Torrey va vendre els seus drets al cònsol de l'Imperi austrohongarès a Hong Kong, Baró Gustav Fiedrich von Overbeck. Von Overbeck va aconseguir una renovació de 10 anys de l'arrendament del Temenggong (un alt càrrec de la seguretat) de Brunei, que el 29 de desembre de 1877 el va designar Maharajah de Sabah i Raja de Gaya i Sandakan; i el 22 de gener de 1878 fou reconegut Datu Bendahara i raja de Sandakan pel Sultà de Sului en un tractat similar. Per finançar els seus plans per Borneo del Nord, Overbeck va trobar suport financer en els germans Dent (Alfred i Edward). Tanmateix fou incapaç d'interessar el seu govern en el territori. Després de diversos esforços per vendre el territori a Itàlia per ús com a colònia penal, von Overbeck es va retirar el 1880, deixant Alfred Dent amb el control de l'arrendament. Dent va rebre suport de Sir Rutherford Alcock, i de l'almirall Sir Harry Keppel.

### La Companyia

#### Primers passos
El juliol de 1881, Alfred Dent i el seu germà, Sir Rutherford Alcock, Sir Harry Keppel, Richard Charles Mayne i William Henry McLeod Read, van formar la companyia de l'Associació Provisional del Borneo del Nord Britànic (British North Borneo Provisional Association Ltd BNBPA) i van demanar el protectorat britànic per la companyia (26 d'agost de 1881); la BNBPA va obtenir carta reial de privilegi l'1 de novembre de 1881. El maig de 1882 la Companyia de Borneo del Nord Britànic (BNBC) va reemplaçar l'Associació Provisional. Sir Rutherford Alcock esdevingué el primer President, i Alfred Dent director executiu. Malgrat algunes protestes diplomàtiques dels governs dels Països Baixos, Espanya i Sarawak, la Companyia del Borneo del Nord Britànic va procedir a organitzar el poblament i administració del territori. Formalment la companyia administrava sota sobirania (nominal) del sultà de Sulu i la protecció britànica. L'empresa subsegüentment va adquirir més drets territorials del sultan de Brunei, expandint el territori sota el seu control al riu Putatan (maig de 1884), el districte de Padas (novembre de 1884), el riu Kawang (febrer de 1885) i les illes Mantanani (abril de 1885).

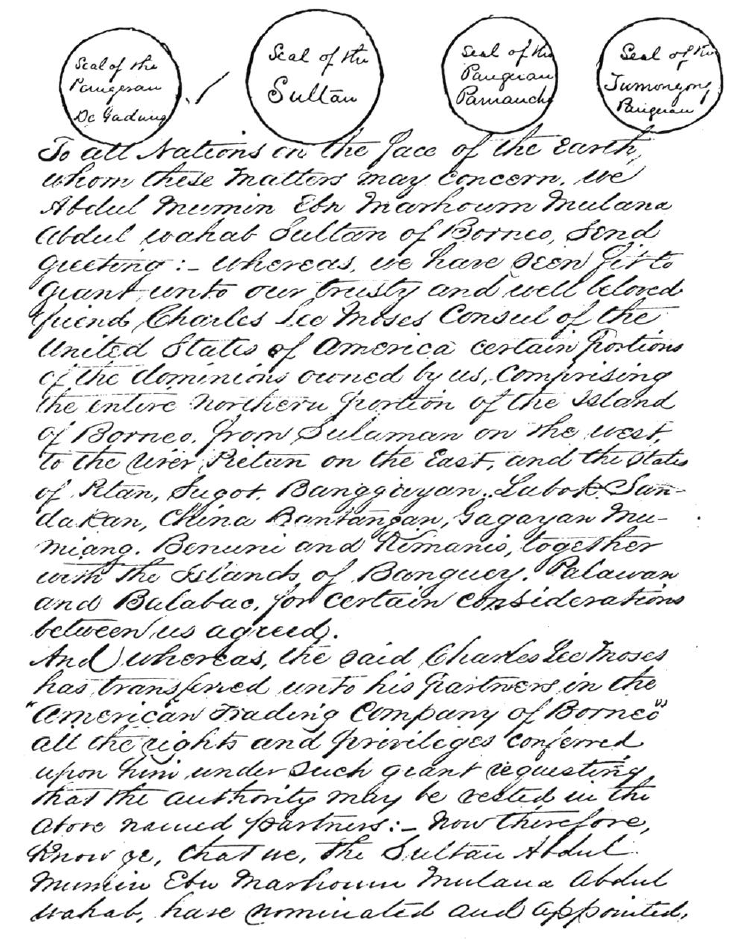
Joseph William Torrey va rebre permís del Sultanat de Brunei a operar en tota la part nord de l'illa de Borneo de Sulaman a l'oest al riu Pietan l'est i els estats de Paitan, Sugot, Banggayan, Labuk, Sandakan, Xina Bantangan, Gagayan Mumiang, Benuni i Kimanis, juntament amb les illes de Banguey, Palawan i Balabao el 24 de novembre de 1865.

#### L'estat de Borneo

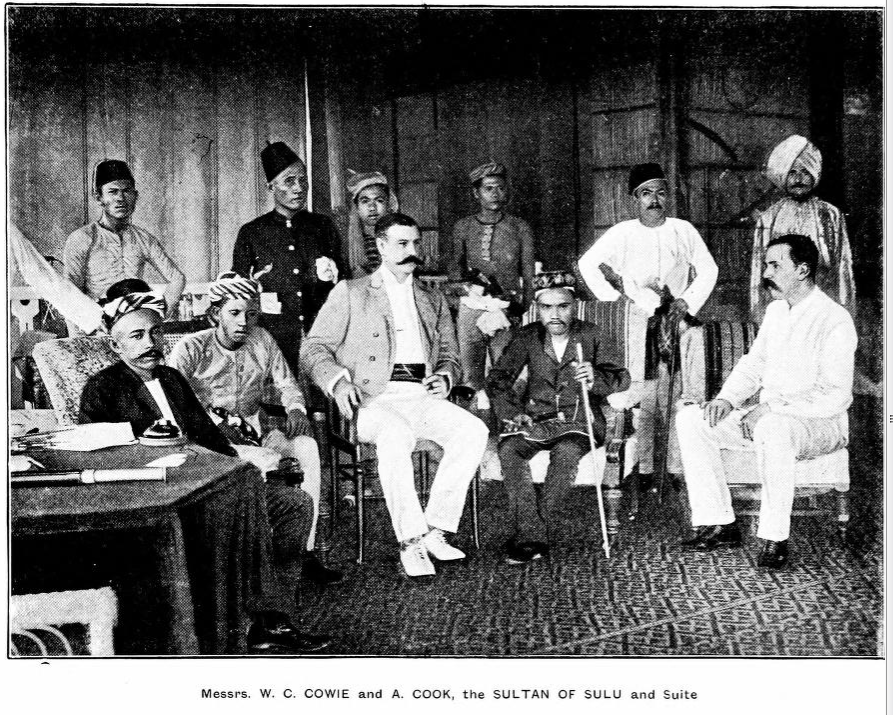
W. C. Cowie, director executiu de la Companyia de Borneo del Nord Britànic (BNBC) amb el sultà de Sulu.

Pavelló civil del Borneo del Nord.

El 12 de maig de 1888 la Companyia va constituir formalment l'estat de Borneo del Nord del qual els governadors serien designats per la Companyia (amb autorització prèvia del Regne Unit, que així instaurava formalment el protectorat). Posteriorment encara va adquirir altres territoris menors al Padas (març de 1898). L'empresa també va establir una fundació pel creixement econòmic de Borneo del Nord i per restaurar la pau en una terra on la pirateria i els conflictes tribal havien crescut de manera important. Es va abolir l'esclavatge i es van instaurar serveis de salut, educació i transport per a persones. Els immigrants xinesos foren benvinguts per augmentar la població que era de menys de 100.000 habitants. A través de l'esforç combinat de locals i immigrants, ciutats, granges, la indústria de la fusta, tabac i plantacions de goma van començar a créixer.

#### Protectorat de Gran Bretanya

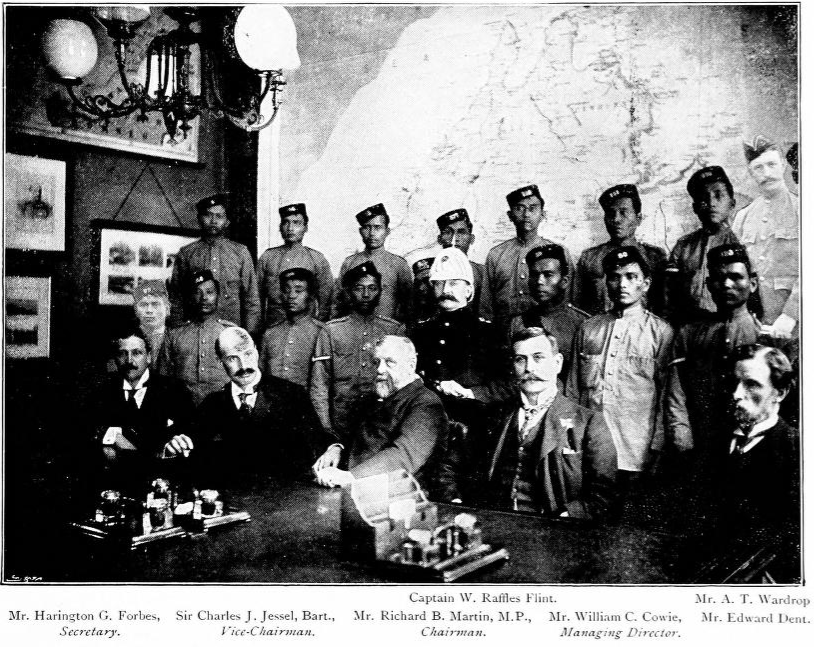
Junta directiva de la Companyia de Borneo del Nord Britànic el 1899

El protectorat formal de Gran Bretanya es va establir el 1888, però l'administració va romandre totalment en mans de la Companyia de Borneo del Nord, excepte que la corona es reservava l'aprovació dels governadors designats, la defensa i les relacions exteriors. De 1890 a 1905 el govern britànic va posar l'anterior colònia britànica de Labuan sota l'administració de Borneo del Nord. L'administració de la companyia va tenir un fort impacte en el desenvolupament de la regió. Tot i que el govern fou generalment pacífic, algunes vegades la població local ocasionalment molesta per les altes taxes d'impostos i la pèrdua de terres a mans de les plantacions europees, va oferir certa oposició. La resistència més seriosa fou la guerra de Mat Salleh (Mahomet Saleh) de 1894 a 1900, i la Revolta de Rundum dels Murut el 1915.
El sistema d'administració de la companyia es va basar en estructures d'administració colonials britàniques estàndards, amb el territori dividit en residències, i sub-dividit en districtes. Inicialment, hi hi havia només dues residències: Costa de l'Est i Costa de l'Oest, amb els residents a Sandakan i Jesselton respectivament. Cada Residència va ser dividida en Províncies, més tard anomenades Districtes, dirigides pels anomenats Agents de Districte. Pel 1922, hi havia cinc Residències per acomodar les àrees noves que van ser obertes al desenvolupament. Aquestes eren la Costa de l'Oest, Kudat, Tawau, Interior i Costa de l'Est. Aquests Residencies eren dividides en 17 Districtes. Sota aquest sistema, els britànics dirigien els nivells superiors, mentre els caps natius van dirigir a la gent al nivell inferior. Això no va ser un intent conscient dels britànics per instal·lar un govern indirecte però si fou un arranjament convenient pels agents de districte que estaven poc familiaritzats amb la política i les costums locals.

### Ocupació japonesa
La companyia va governar el territori de manera efectiva fins que l'1 de gener de 1942 les forces japoneses van ocupar el territori i el van dominar fins al 1945. La North Borneo Armed Constabulary amb només 650 homes difícilment va poder oferir resistència per alentir la invasió japonesa. Durant l'ocupació militar japonesa, els europeus foren internats, els serveis públics van deixar de per existir, i es va estendre la pobresa, les malalties i la desnutrició. 

### Administració militar britànica
El juny de 1945, la novena divisió australiana va desembarcar a Brunei i va alliberar gran part del Borneo del Nord abans del final de la guerra. Llavors Borneo del Nord va ser posat sota Administració Militar britànica fins a la restauració del govern civil el 15 de juliol de 1946.

### Colònia de la corona de Borneo del Nord Britànic

Bandera de la colònia de Borneo del Nord 1946-1963.

La companyia no tenia els recursos financers per reconstruir el Borneo del Nord després de la destrucció ocasionada per la Segona Guerra Mundial. Les ciutats importants havien estat arrasades completament pels aliats en bombardejos, i la infraestructura del territori estava totalment devastada. La Companyia va decidir vendre els seus interessos al govern britànic. El territori va ser col·locat sota control de l'oficina colonial, i esdevenia una colònia de la corona britànica el 15 de juliol de 1946 juntament amb l'illa de Labuan. La destrucció de la capital anterior, Sandakan, era tan completa que Jesselton va ser escollida com a nova capital. El sistema colonial d'administració era en gran part similar al govern existent durant l'era de la Companyia, retenint el mateix sistema de Residències i estructures de Districte; tanmateix, arran d'aquest canvi de estatus, Borneo del Nord va tenir accés a fons de govern britànic per a la reconstrucció. Un Governador i Comandant-en-cap va ser designat per administrar la colònia de Borneo del Nord amb l'assistència d'un Consell d'Assessors que consistia en tres membres ex officio: un cap Secretari, l'Advocat-General, i el Secretari Financer, juntament amb altres membres tant oficial com oficiosos que designava el Governador. El 1950, el Consell Assessor va ser reemplaçat pels Consells Executiu i Legislatiu.
El Consell Executiu funcionava com a Gabinet i era dirigit pel Cap Secretari. A més del Advocat-General i el Secretari Financer, va consistir en dos oficials i quatre membres nomenats. El Governador presidia les reunions del Consell Executiu i ell sol podia proposar qüestions al Consell. El Consell Legislatiu consistia del Governador com a President, els habituals tres membres ex officio, nou membres oficials i deu membres nomenats. Els llocs d'alt rang administratiu van continuar ser exercits pels britànics, i de fet fou només el 1957 que el primer extraeuropeu va ocupar una posició administrativa.

### Autogovern i unió a Malàisia
La colònia de Borneo del Nord va rebre l'autogovern el 31 d'agost de 1963 a Keningau per preparar per una fusió amb la Federació Malaia. Una mica més de dues setmanes més tard, el 16 de setembre de 1963, l'estat es va unir amb Malaia, Sarawak i Singapur, formant la Federació de Malàisia.

## Governants

### Caps de Balambangan
- 1763 - 1771 Alexander Dalrymple
- 1774 - 1775 John Herbert (Resident)
- 1775 - 1803 abandonada
- 1803 - 1805 Robert Townsend Farquhar

### Governadors d'Ellena
- 1865 - 1866 Thomas B. Harris
- 1866 Joseph W. Torrey (titulat Raja d'Ambong i Marudu)

### Maharajah de Sabah i Raja de Gaya i Sandakan
- 1877 - 1881 Alfred Dent

### Director de la British North Borneo Provisional Association, Ltd
- 1881 - 1882 Gustav Freiherr von Overbeck, Alfred Dent, Richard Charles Mayne i William Henry McLeod Read

### Directors de la British North Borneo Chartered Company
- 1882 - 1893 Sir Rutherford Alcock
- 1893 - 1903 Richard Biddulph Martin
- 1903 - 1909 Sir Charles James Jessel
- 1909 - 1910 William Clark Cowie
- 1910 - 1926 Sir Joseph West Ridgeway (president de la Companyia)
- 1926 - 1946 Sir Neill Malcolm

### Governadors
- 1881 - 1887 William Hood Treacher
- 1887 - 1888 William Maunder Crocker
- 1888 - 1895 Charles Vandelleur Creagh
- 1895 - 1900 Leicester Paul Beaufort
- 1900 - 1901 Hugh Charles Clifford
- 1901 - 1903 Ernest Woodford Birch
- 1904 - 1911 Edward Peregrine Gueritz
- 1911 - 1912 Francis Robert Ellis
- 1912 F.W. Fraser (interí)
- 1912 James Scott Mason
- 1912 - 1913 F.W. Fraser (segona vegada, interí)
- 1913 - 1915 Cecil William Chase Parr
- 1915 - 1916 F.W. Fraser (tercera vegada, interí)
- 1916 - 1922 Aylmer Cavendish Pearson 
  - 1919 F.W. Fraser (suplent de Pearson)
- 1922 - 1925 Sir William Henry Rycroft
- 1925 - 1926 Aylmer Cavendish Pearson (segona vegada)
- 1926 - 1929 John Lisseter Humphreys
- 1930 - 1933 Arthur Frederick Richards
- 1934 - 1937 Douglas James Jardine
- 1937 - 1942 Charles Robert Smith (presoner dels japonesos del 19 de gener de 1942 a l'agost de 1945)

### Governadors militars japonesos (comandants de laBorneo Defence Armyi des de 1944 37è exèrcit Japonès)
- 1941 - Mar 1942 Kiyotake Kawaguchi
- 1942 Nakahata Joichi
- 1942 Toshinari Maeda
- 1942 - 1944 Masataka Yamawaki
- 1944 - 1945 Masao Baba

### Governadors civils japonesos a Seikai Shu
- 1942? - 1943? Yoshimasa Murakami
- 1943 - 1945 Kuji Manabu
- 1945 Kuroda Shigeru

### Governadors civils japonesos a Kuching Shu
- 1942 - 1943? Nozoki
- 1943 - 1944? Yamada Setsuo
- 1944? - 1945 Sotojiro Tokuno

### Governadors civils japonesos a Miri Shu
- 1942? - 1945 Roichi Kodama

### Governadors civils japonesos a Tokai Shu
- 1942 - 1945 Taneki Kunabe

### Governadors civils japonesos a Sibu Shu
- 1942 - 1943? Kawada Saburoo ? (oficial administratiu)

### Administració militar britànica (Borneo del Nord)
- 1945 - 1946 Thomas "Tom" Charles Eastick
- 1946 1946 Edward Cecil James Woodford

### Cap de Serveis civils de Borneo
- 1945 - 1946 James Calder (interí)
- 1945 - 1946 Charles Frederick Cunningham Macaskie

### Oficial Degà d'Afers civils per Borneo del Nord i Brunei
- 1945 - 1946 Robert George Patrick Nicholson "Nick" Combe

### Governadors
- 1945 - 1946 Charles Robert Smith (segona vegada, restaurat)
- 1946 - 1949 Edward Francis Twining
- 1950 - 1954 Sir Herbert Ralph Hone
- 1954 - 1959 Sir Ronald Evelyn Turnbull
- 1959 - 1963 Sir William Allmond Codrington Goode